# Maskerplevier
De maskerplevier (Charadrius melanops) is een vogel uit de familie van de kieviten en plevieren (Charadriidae).

## Verspreiding en leefgebied
Deze soort komt wijdverspreid voor in Australië, Tasmanië en Nieuw-Zeeland.